# Lycenchelys argentina
Lycenchelys argentina es una especie de pez de la familia de los Zoarcidae en el orden de los perciformes.

## Morfología
Los machos pueden llegar a alcanzar los 26 cm de longitud total.

## Hábitat
Es un pez de mar y de aguas profundas que vive hasta los 2120 m de profundidad.

## Distribución geográfica
Se encuentra al oeste de la Antártida.

## Observaciones
Es inofensivo para los humanos. 